# 林野駅
林野駅（はやしのえき）は、岡山県美作市栄町にある、西日本旅客鉄道（JR西日本）姫新線の駅である。美作市の代表駅である。

## 歴史
- 1934年（昭和9年）11月28日：鉄道省姫津西線（現・姫新線）東津山 - 美作江見間開通時に開設[1]。
  - 当時の所在地表示は岡山県英田郡林野町三海田であった[1]。
- 1936年（昭和11年）
  - 4月8日：姫路 - 東津山間全通。姫津西線が姫津線の一部となり、当駅もその所属となる。
  - 10月10日：姫津線が姫新線の一部となり、当駅もその所属となる。
- 1947年（昭和22年）12月11日：林野駅発 - 東京駅着のお召し列車が運転（昭和天皇の戦後巡幸）[2]。
- 1973年（昭和48年）3月12日：貨物取扱廃止[1]。
- 1985年（昭和60年）3月14日：荷物扱い廃止[1]。
- 1986年（昭和61年）11月1日：無人駅化[3]。
- 1987年（昭和62年）4月1日：国鉄分割民営化に伴い、JR西日本の駅となる[1]。

## 駅構造

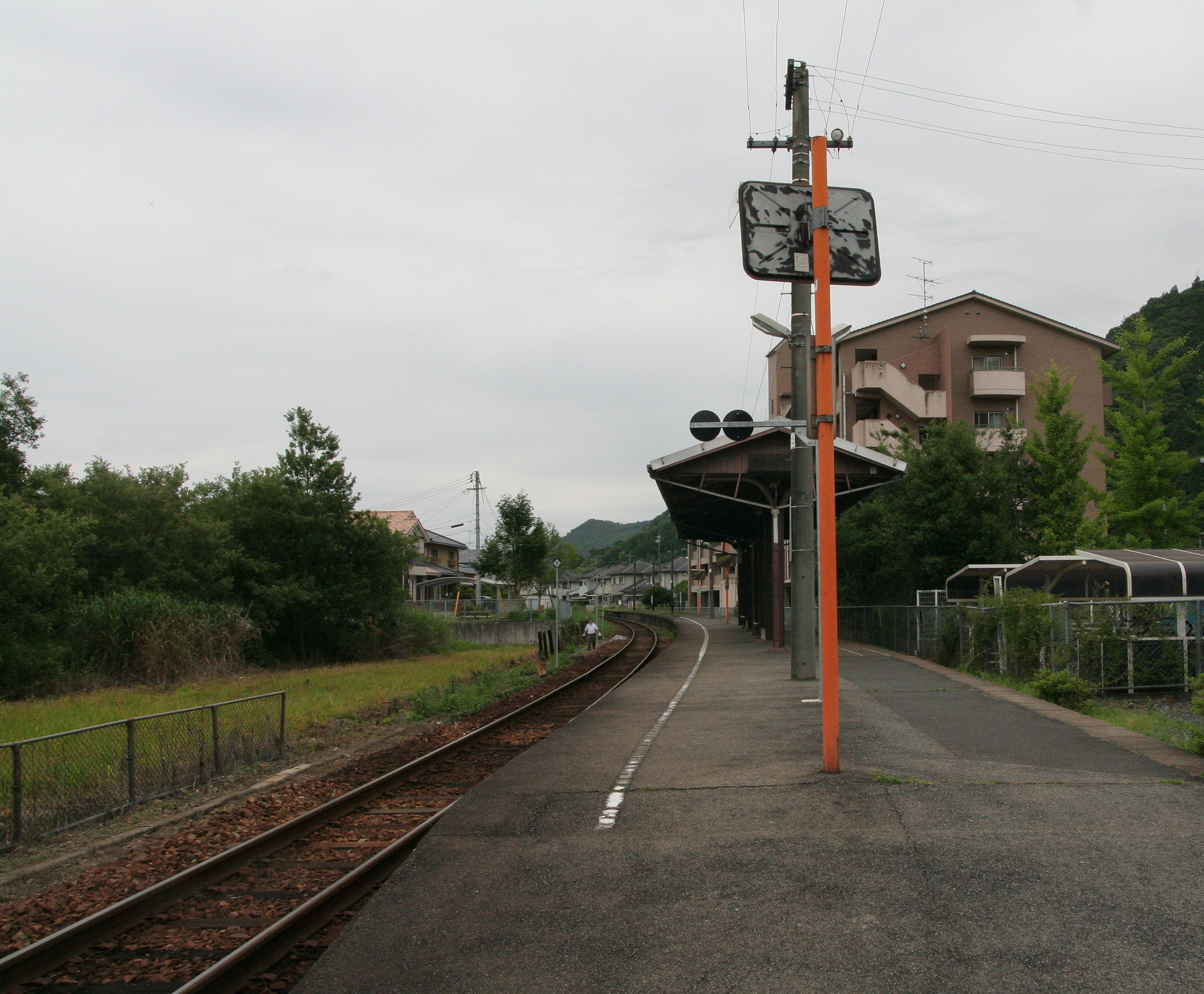
構内（2008年6月）

津山方面に向かって左側に単式ホーム1面1線を有する地上駅（停留所）。以前は、島式ホーム1面2線を有していたが、片側が撤去された（その線路スペースは沿線のアパート敷地となっている）。そのため、ホームと駅舎がかなり離れている。現在は津山方面行・佐用方面行双方が同じホームに発着する。
津山駅管理の簡易委託駅。駅舎に入居している旅行代理店が窓口業務も行っている。

## 利用状況
近年の1日平均乗車人員の推移は以下の通り。
| 乗車人員推移 | 乗車人員推移 |
| 年度         | 1日平均人数  |
| ------------ | ------------ |
| 1999         | 209          |
| 2000         | 202          |
| 2001         | 223          |
| 2002         | 201          |
| 2003         | 193          |
| 2004         | 171          |
| 2005         | 161          |
| 2006         | 152          |
| 2007         | 154          |
| 2008         | 161          |
| 2009         | 139          |
| 2010         | 131          |
| 2011         | 126          |
| 2012         | 155          |
| 2013         | 151          |
| 2014         | 141          |
| 2015         | 124          |
| 2016         | 124          |
| 2017         | 117          |
| 2018         | 116          |
| 2019         | 116          |
| 2020         | 107          |
| 2021         | 95           |

## 駅周辺
- 岡山県美作警察署
- 岡山県美作県民局勝英地域事務所
- 津山公共職業安定所美作出張所
- 美作郵便局
- 美作明見簡易郵便局
- 岡山県立林野高等学校：当駅から南へ2km、バス・タクシーを利用。
- 道の駅彩菜茶屋
- 国道179号
- 国道374号
- 岡山県道51号美作奈義線
- 岡山県道210号林野停車場線
- 中国自動車道美作インターチェンジ：当駅からバス・タクシーを利用。
- 湯郷温泉：当駅からバス・タクシーを利用。
- Aコープみまさか

## バス路線
| 運行事業者                   | 行先                  | 備考                                                               |
| 林野駅                       | 林野駅                | 林野駅                                                             |
| ---------------------------- | --------------------- | ------------------------------------------------------------------ |
| 美作市営美作バス             | 柵原病院前            | 休日運休                                                           |
| 林野駅前（宇野バス林野車庫） |                       |                                                                    |
| 宇野自動車                   | 表町BC                |                                                                    |
| 赤磐市広域路線バス           | 新道穂崎              | 新道穂崎で岡山駅前・表町BC行きに接続                               |
| 美作共同バス                 | 大原駅 / 勝間田駅     | 美作インター経由便、美作ラグビーサッカー場入口経由便は土・休日運休 |
| なぎバス                     | ナギテラス / 勝間田駅 | ナギテラス行は乗車のみ、勝間田駅行は降車のみ。休日運休             |

## 隣の駅
西日本旅客鉄道（JR西日本）
 姫新線
■快速
美作江見駅 - 林野駅 - 勝間田駅
■普通
楢原駅 - 林野駅 - 勝間田駅